# 1408
Năm 1408 là một năm thường bắt đầu vào Chủ Nhật trong lịch Julius.

## Mất
- 20 tháng 2 - Henry Percy, 1 Bá tước Northumberland, người Anh (sinh 1342)
- 24 tháng 5 - Taejo của Joseon, vua của Triều Tiên (sinh 1335)
- 31 tháng 5 - Ashikaga Yoshimitsu, shogun Nhật Bản (sinh 1358)
- 4 tháng 12 - Valentina Visconti, vợ của Louis Valois, Công tước của Orléans
- Ngày chưa biết'
  - Elizabeth le Despenser, người Anh
  - John VII Palaiologos, hoàng đế Byzantine (sinh 1370)
  - Miran Shah, con trai của Timur (sinh 1366)